# Pestschanokopskoje
Pestschanokopskoje (russisch Песчаноко́пское) ist ein Dorf (selo) in der Oblast Rostow in Russland mit 10.593 Einwohnern (Stand 14. Oktober 2010).

## Geographie
Der Ort liegt im Kaukasusvorland gut 150 km Luftlinie südöstlich des Oblastverwaltungszentrums Rostow am Don. Er befindet sich an einem kleinen Zufluss der Rassypnaja, die 25 km südöstlich in den Jegorlyk mündet.
Pestschanokopskoje ist Verwaltungszentrum des Rajons Pestschanokopski sowie Sitz der Landgemeinde Pestschanokopskoje selskoje posselenije, zu der außerdem die Weiler (chutor) Nowaja Palestina (5 km südlich), Sandatowski (8 km östlich), Soldatski (8 km westlich) und Ternowoi (9 km nordöstlich) gehören.

## Geschichte
Das Dorf wurde erstmals 1803 erwähnt. Es entwickelte sich verstärkt, nachdem ab 1896 die Eisenbahnstrecke Zarizyn (heute Wolgograd) – Tichorezkaja am Ort vorbei gebaut und 1899 eröffnet worden war.
Im Januar 1935 wurde der Ort Verwaltungssitz eines Rajons. Im Zweiten Weltkrieg war Pestschanokopskoje von 2. August 1942 bis 24. Januar 1943 von der deutschen Wehrmacht besetzt.

### Bevölkerungsentwicklung
| Jahr | Einwohner |
| ---- | --------- |
| 1939 | 8.542     |
| 1959 | 9.538     |
| 1970 | 9.916     |
| 1979 | 10.121    |
| 1989 | 10.966    |
| 2002 | 11.357    |
| 2010 | 10.593    |

Anmerkung: Volkszählungsdaten

## Verkehr
Bei Kilometer 443 der auf diesem Abschnitt seit 2000 elektrifizierten Eisenbahnstrecke Wolgograd – Tichorezkaja befindet sich die Station Pestschanokopskaja. Ab Mitte der 1980er-Jahre wurde von Pestschanokopskaja eine Strecke nach Peredowaja (bei Isobilny) an der Verbindung Kropotkin – Stawropol errichtet und 1989 provisorisch in Betrieb genommen. Bereits in den 1990er-Jahren wurde jedoch der auch infolge des Niedergangs der russischen Wirtschaft defizitäre Teilabschnitt zwischen Pestschanokopskaja und Krasnogwardeiskoje (Station Krasnaja Gwardija) wieder stillgelegt und nach 1998 abgebaut.
Östlich wird das Dorf von der Regionalstraße 60K-1 (ehemals R269) Rostow – Stawropol umgangen, von der dort die 60K-2 abzweigt, die entlang der Bahnstrecke über Salsk in Richtung Kotelnikowo in der Oblast Wolgograd führt.

## Sport
Der Fußballverein Tschaika Pestschanokopskoje spielte von 2019 bis 2021 zweitklassig.